# Vuurkopdwerghoningeter
De vuurkopdwerghoningeter (Myzomela erythromelas) is een zangvogel uit de familie Meliphagidae (honingeters).

## Verspreiding en leefgebied
Deze soort is endemisch op Nieuw-Brittannië, het grootste eiland van de Bismarckarchipel.

## Status
De grootte van de populatie is niet gekwantificeerd maar de soort wordt omschreven als plaatselijk vrij algemeen. Op de Rode lijst van de IUCN heeft deze soort de status niet bedreigd.